# Biały Ług (Kochcice)
Biały Ług – osada wsi Kochcice w Polsce położona w województwie śląskim, w powiecie lublinieckim, w gminie Kochanowice. 
W latach 1975–1998 osada administracyjnie należała do województwa częstochowskiego.